# Nicki Sørensen
Nicki Sørensen (ur. 14 maja 1975 w Herning) – duński kolarz szosowy, zawodnik profesjonalnej grupy Team Saxo-Tinkoff.
Największym sukcesem zawodnika jest czterokrotne mistrzostwo Danii w wyścigu ze startu wspólnego (2003, 2008, 2010, 2011) oraz zwycięstwo etapowe w Tour de France i w Vuelta a España cztery lata wcześniej.
Czterokrotnie startował w igrzyskach olimpijskich.

## Najważniejsze zwycięstwa i sukcesy
- 1999
  - 1. miejsce na 4. etapie Rheinland-Pfalz Rundfahrt
- 2000
  - 1. miejsce w Circuit des Mines
    - 1. miejsce na 1. etapie
- 2002
  - 20. miejsce w Tour de France
- 2003
  -  1. miejsce w mistrzostwach Danii w wyścigu ze startu wspólnego
- 2005
  - 1. miejsce w Grand Prix d’Ouverture La Marseillaise
  - 1. miejsce na 18. etapie Vuelta a España
  - 7. miejsce w Mistrzostwach Zurychu
- 2006
  - 1. miejsce na 1. etapie Vuelta a España (jazda druż. na czas)
- 2008
  -  1. miejsce w mistrzostwach Danii w wyścigu ze startu wspólnego
- 2009
  - 1. miejsce na 12. etapie Tour de France
  - 1. miejsce na 2. etapie Post Danmark Rundt
- 2010
  -  1. miejsce w mistrzostwach Danii w wyścigu ze startu wspólnego
- 2011
  -  1. miejsce w mistrzostwach Danii w wyścigu ze startu wspólnego
  - 2. miejsce w Bayern Rundfahrt
- 2012
  - 1. miejsce w Gran Premio Bruno Beghelli